# Salinitet
Salinitet, også kaldet eller saltholdighed, er et mål for mængden af opløst salt, der er indeholdt i et kilo havvand. Det måles i gram/kg (gram salt per kilogram vand; det er dimensionsløst og lig med ‰). Saltholdighed er en vigtig faktor i bestemmelsen af mange aspekter af kemien i naturlige farvande og af biologiske processer i det, og er en termodynamisk tilstandsvariabel, der sammen med temperatur og tryk styrer vandets fysiske karakteristika såsom dets densitet og varmekapacitet. I 2009 var havets saltindhold på ca. 35 promille.
En isolinje af konstant salinitet kaldes en isohalin, eller sommetider isohale.

## Definitioner
Saliniteten i floder, søer og havet er konceptuelt enkelt, men teknisk udfordrende at definere og måle præcist. Saltindholdet er konceptuelt mængden af opløst saltindhold i vandet. Salte er kemiske forbindelser såsom natriumklorid, magnesiumsulfat, kaliumnitrat og natriumbicarbonat, der opløses i ioner. Koncentrationen af opløste ioner bliver nogle gange nævnt som kloritet. Operationelt er opløst stof defineret som det, det kan passere gennem et meget fint filter (historisk et filter med en porestørrelse på 0,45 µm, men i dag normalt 0,2 µm). Salinitet kan også udtrykkes i form af en massefraktion, det vil sige massen af opløst materiale i en enheds masseopløsning.
Havvand har normalt en massesalinitet på omkring 30 g/kg, selvom der typisk er lavere niveauer tæt på kyster, hvor floder munder ud i havet. Floder og søer kan have et bredt udvalgt af saliniteter, fra mindre end 0,01 g/kg til et par g/kg, selvom der er mange steder, hvor der er fundet højere saliniteter. Det døde hav har en salinitet på mere end 200 g/kg. Regnvand har lige inden det landet på jorden som regel en salinitet på 20mg/L eller mindre.
Uanset hvilken porestørrelse, der bruges til definitionen, vil den resulterende salinitet af en given prøve af naturligt vand ikke variere med mere end et par procent (%). Fysiske oceanografer, der arbejder i den abyssale zone, er imidlertid ofte optaget af præcision og indbyrdes sammenlignelighed af målinger fra forskellige forskere på forskellige tidspunkter ned til næsten fem betydende cifre. Et havvandsprodukt på flaske kendt som IAPSO Standard Havvand bruges af oceanografer til at standardisere deres målinger med en høj nok præcision til at efterkomme dette krav.
| Salinitet baseret på procent opløst salt[kilde mangler] | Salinitet baseret på procent opløst salt[kilde mangler] | Salinitet baseret på procent opløst salt[kilde mangler] | Salinitet baseret på procent opløst salt[kilde mangler] |
| Ferskvand                                               | Brakvand                                                | Saltvand                                                | Saltvand                                                |
| < 0,05 %                                                | 0,05 - 3 %                                              | 3 - 5 %                                                 | > 5 %                                                   |
| ------------------------------------------------------- | ------------------------------------------------------- | ------------------------------------------------------- | ------------------------------------------------------- |